# Pogue Mahone
Pogue Mahone es el séptimo disco de estudio de The Pogues, originalmente lanzado en 1996.

## Listado de temas
1. "How Come" - 2:50
2. "Living in a World Without Her" - 3:20
3. "When the Ship Comes In" - 3:14
4. "Anniversary" - 4:06
5. "Amadie" - 1:53
6. "Love You 'Till the End" - 4:32
7. "Bright Lights" - 2:37
8. "Oretown" - 3:50
9. "Point Mirabeau" - 3:31
10. "Tosspint" - 3:32
11. "Four O'Clock in the Morning" - 3:12
12. "Where that Love's Been Gone" - 3:50
13. "The Sun and the Moon" - 3:22

La reedición de 2004 incluye los siguientes bonus tracks:
14. "Eyes of an Angel" - 2:54

15. "Love You Till the End (Stephen Hague Mix)" - 3:54